# Михайлівська сільська рада (Первомайський район)
Миха́йлівська сільська́ ра́да — адміністративно-територіальна одиниця та орган місцевого самоврядування в Первомайському районі Харківської області. Адміністративний центр — село Михайлівка.

## Загальні відомості
Михайлівська сільська рада утворена в 1920 році.
- Територія ради: 79,72 км²
- Населення ради: 757 осіб (станом на 2001 рік)
- Територією ради протікає річка Киселі.

## Населені пункти
Сільській раді підпорядковані населені пункти:
- с. Михайлівка
- с. Берестки
- с. Сумці

## Склад ради
Рада складається з 12 депутатів та голови.
- Голова ради: Синько Анатолій Васильович
- Секретар ради: Шевлякова Лариса Андріївна

### Керівний склад попередніх скликань
| Прізвище, ім'я, по батькові | Основні відомості                                                         | Дата обрання | Дата звільнення |
| --------------------------- | ------------------------------------------------------------------------- | ------------ | --------------- |
| Бажинова Тетяна Василівна   | Сільський голова, 1954 року народження, член Народної партії              | 26.03.2006   | 31.10.2010      |
| Синько Анатолій Васильович  | Сільський голова, 1965 року народження, освіта вища, член Партії регіонів | 31.10.2010   |                 |

Примітка: таблиця складена за даними сайту Верховної Ради України

### Депутати
За результатами місцевих виборів 2010 року депутатами ради стали:

#### За суб'єктами висування
| Суб'єкт висування           | Кількість обраних депутатів | %    |
| --------------------------- | --------------------------- | ---- |
| Партія регіонів             | 11                          | 91,7 |
| Комуністична партія України | 1                           | 8,3  |

#### За округами
| № округу                    | Прізвище, ім'я, по батькові       | Дата визнання обраним | Освіта  | Партійна приналежність | Відомості про обраного депутата              |
| --------------------------- | --------------------------------- | --------------------- | ------- | ---------------------- | -------------------------------------------- |
| Комуністична партія України |                                   |                       |         |                        |                                              |
| 5                           | Дорофєєва Валентина Володимирівна | 04.11.2010            | вища    | позапартійна           | ТОВ «Супіна Агро», різноробоча               |
| Партія регіонів             |                                   |                       |         |                        |                                              |
| 1                           | Комаревцева Антоніна Федосіївна   | 04.11.2010            | середня | член Партії регіонів   | філіал Ощадбанку, контролер                  |
| 2                           | Синько Ольга Михайлівна           | 04.11.2010            | вища    | позапартійна           | Михайлівська загальноосвітня школа, директор |
| 3                           | Дорфєєва Галина Василівна         | 04.11.2010            | вища    | член Партії регіонів   | ТОВ «Супіна Агро», керівник відділу          |
| 4                           | Пльохова Тетяна Олександрівна     | 04.11.2010            | середня | член Партії регіонів   | сільська амбулаторія, медсестра              |
| 6                           | Сторожева Оксана Миколаївна       | 04.11.2010            | середня | позапартійна           | тимчасово не працює                          |
| 7                           | Пльохова Тетяна Валентинівна      | 04.11.2010            | середня | позапартійна           | Михайлівська сільрада, спеціаліст            |
| 8                           | Довженко Ігор Олександрович       | 04.11.2010            | середня | позапартійний          | індивідуальне господарство                   |
| 9                           | Шевлякова Лариса Андріївна        | 04.11.2010            | вища    | член Партії регіонів   | Михайлівська сільрада, секретар              |
| 10                          | Дудка Віталій Олександрович       | 04.11.2010            | середня | член Партії регіонів   | ТОВ «Україна Нова», комірник                 |
| 11                          | Рожковий В'ячеслав Вікторович     | 04.11.2010            | середня | член Партії регіонів   | ТОВ «Україна Нова», керуючий                 |
| 12                          | Черкашина Валентина Сергіївна     | 04.11.2010            | середня | член Партії регіонів   | Михайлівська ДДНЗ, завідувачка               |